# Berzano di Tortona
Berzano di Tortona là một đô thị ở tỉnh Alessandria trong vùng Piedmont của Italia, có vị trí cách khoảng 100 km về phía đông của Torino và khoảng 25 km về phía đông của Alessandria. Tại thời điểm ngày 31 tháng 12 năm 2004, đô thị này có dân số 153 người và diện tích là 2,9 km².
Berzano di Tortona giáp các đô thị: Monleale, Sarezzano, Viguzzolo, và Volpeglino.